# Ángel Reyes Navarro
Ángel Reyes Navarro fue un maestro y político mexicano. Nació en la Ciudad de México, Distrito Federal el 3 de enero de 1924. Cursó la carrera de Derecho en la Universidad Nacional Autónoma de México, 
donde su tesis profesional fue publicada como libro por la editorial Jus, bajo el nombre "Ensayo sobre la preterintencionalidad". En 1961 llegó al estado de Colima, siendo invitado por el gobernador Francisco Velasco Curiel para incorporarse a su gabinete como director de Planeación y Fomento Económico. Reyes Navarro, fungió como secretario particular del gobierno estatal y fue procurador General de Justicia de Colima. Fue rector de la Universidad de Colima del 15 de junio de 1965 al 30 de junio de 1968. Durante su gestión se dio auge a la vida cultural en la universidad como la creación del primer ballet folclórico de la institución y se inició una importante labor editorial que ha sido continuada por los rectores de la udc. Propuso la 
creación de la carrera de Licenciado en Administración de Empresas y la Escuela de Agricultura en la ciudad de Tecomán. En 1967 inauguró el Centro Internacional de Estudios de la Universidad de Oklahoma con sede en la Hacienda El Cóbano. Murió en la ciudad de Guadalajara, Jalisco, el 10 de enero de 2008 de a los 84 años de edad.

## Publicaciones
- Ensayo sobre la preterintencionalidad (1949)
- Yo recuerdo. (1995)

| Predecesor: Salvador González Ventura | Rector de la Universidad de Colima 1965 - 1968 | Sucesor: Mario de la Madrid |

- Datos: Q6173456